# Utgräventjärnen (Sorsele socken, Lappland)
Utgräventjärnen är en sjö i Sorsele kommun i Lappland och ingår i Skellefteälvens huvudavrinningsområde.